# Ralph Daubeney
Sir Ralph Daubeney (* um 1304; † 1378) war ein englischer Ritter und Militär.

## Herkunft und Erbe
Ralph Daubeney entstammte der Familie Daubeney, einer Familie der Gentry mit Besitzungen im englischen Somerset und in der Bretagne. Er war der älteste Sohn von Elis Daubeney und dessen Frau Joan. Sein Vater starb bereits 1305, so dass die Besitzungen der Familie unter königliche Vormundschaftsverwaltung fielen. Als Ralph 1326 volljährig wurde, erhielt er die Besitzungen in England, während sein Zwillingsbruder William die Familienbesitzungen in der Bretagne erbte.

## Dienst als Militär
Wie bereits sein Vater nahm Ralph Daubeney während der schottischen Unabhängigkeitskriege an mehreren englischen Feldzügen nach Schottland teil, dabei wurde er zum Knight Bachelor und später zum Knight Banneret geschlagen. Zu Beginn der 1330er Jahre geriet er aber in schottische Gefangenschaft, aus der erst im Oktober 1337 wieder freikam. Dennoch konnte er danach seine Karriere in England fortsetzen. Im Februar 1342 wurde er Mitglied des königlichen Rates, doch anders als sein Vater erhielt er offenbar nie einen persönlichen writ of summons zur Berufung in das Parlament, weshalb er auch nicht als Baron Daubeney gilt. Im Gefolge von Bischof Thomas Hatfield von Durham nahm er während des Hundertjährigen Kriegs 1346 am Feldzug von König Eduard III. nach Frankreich teil. Dabei kämpfte er in der Schlacht von Crécy und nahm an der langen, aber erfolgreichen Belagerung von Calais teil.

## Ehen und Nachkommen
Daubeney war offenbar dreimal verheiratet. In erster Ehe hatte er Alice, eine Tochter von William Montagu, 2. Baron Montagu aus Somerset geheiratet. Mit ihr hatte er mindestens einen Sohn:
- Giles Daubeney (um 1333–1386)

In zweiter Ehe heiratete er Katherine, eine Tochter von Marmaduke of Thwing, 1. Baron Thwing. Mit ihr hatte er mindestens eine Tochter:
- Elizabeth († 1433) ⚭ William de Botreaux, 1. Baron Botreaux[1]

Offenbar heiratete er in dritter Ehe Mary († um Juli 1398), deren Herkunft unbekannt ist.
Sein Erbe wurde sein Sohn Giles aus seiner ersten Ehe. Seine dritte Frau Mary überlebte ihn, sie heiratete vor Juni 1386 in zweiter Ehe Sir John Bussy. Als Wittum akzeptierte sie eine jährliche Pension von 50 Mark aus den Einkünften des Gutes von South Ingleby in Lincolnshire, die sie bis zu ihrem Tod erhielt.